# الدوري اللبناني الدرجة الثانية 2005–06
دوري الدرجة الثانية اللبناني موسم 2005-2006 هو الموسم الثاني والسبعين لدوري الدرجة الثانية اللبناني، الذي بدأ في الجمعة 25 نوفمبر 2005 وحتى الأحد 30 أبريل 2006، بمشاركة 12 ناديًا، والتي سترقى 3 منها إلى الدوري اللبناني الممتاز، بينما يهبط أحد هذه الفرق إلى دوري الدرجة الثالثة اللبناني لموسم 2006-07.
هبطت ثلاث فرق من دوري كرة القدم اللبناني موسم 2004-2005 إلى الدرجة الثانية،  وصعد فريق سلام زغرتا وفريق راسينغ بيروت إلى دوري كرة القدم الممتاز بعد وصولهما للمباراة النهائية في دوري الدرجة الثانية موسم 2004-2005، وذلك بعد إعلان الاتحاد اللبناني لكرة القدم تخفيض عدد الفرق في الدوري اللبناني الممتاز من 11 فريق إلى 10 فرق في موسم 2005-06 مما أدى إلى زيادة عدد الفرق في دوري الدرجة الثانية.
في نهاية الموسم، فاز فريق شباب الساحل باللقب بعد تغلبه على نادي الحكمة بنتيجة 1: 3، في الأحد 30 أبريل 2006، وبعد أن لعب 23 مباراة، فاز بـ18 مباراة، وتعادل في مباراتين، وخسر 3 مباريات، وحصل على 56 نقطة، بفارق 5 نقاط عن نادي الحكمة الذي حل في المركز الثاني برصيد 51 نقطة و16 انتصاراً، و3 تعادلات و3 خسائر، وكان فريق النادي الأهلي صيدا الرياضي الفريق الثالث الذي حصل على ترقية في هذا الموسم، حيث أنهى المركز الثالث بفارق نقطة واحدة عن نادي الحكمة.

## الجدول النهائي
| المركز | الفريق                        | لعب | فاز | تعادل | خسر | له | عليه | فارق الأهداف | النقاط | الصعود/الهبوط                           |
| ------ | ----------------------------- | --- | --- | ----- | --- | -- | ---- | ------------ | ------ | --------------------------------------- |
| 1      | شباب الساحل                   | 22  | 18  | 2     | 2   | 42 | 16   | 26           | 56     | صعد إلى الدوري اللبناني الممتاز 2006–07 |
| 2      | نادي الحكمة بيروت             | 22  | 16  | 3     | 3   | 50 | 12   | 38           | 51     | صعد إلى الدوري اللبناني الممتاز 2006–07 |
| 3      | النادي الأهلي صيدا الرياضي    | 22  | 14  | 5     | 3   | 37 | 11   | 26           | 50     | صعد إلى الدوري اللبناني الممتاز 2006–07 |
| 4      | Al Tadamon Nabatieh           | 22  | 15  | 3     | 4   | 32 | 16   | 16           | 48     |                                         |
| 5      | نادي الإخاء الأهلي عاليه      | 22  | 10  | 4     | 8   | 33 | 27   | 6            | 34     |                                         |
| 6      | Racing Jounieh FC             | 22  | 7   | 4     | 11  | 29 | 33   | -4           | 25     |                                         |
| 7      | Al Ahli Nabtieh               | 22  | 6   | 6     | 10  | 21 | 34   | -13          | 24     |                                         |
| 8      | نادي الهومنمن بيروت           | 21  | 6   | 5     | 10  | 23 | 33   | -10          | 23     |                                         |
| 9      | نادي البرج الرياضي            | 22  | 5   | 4     | 13  | 24 | 40   | -16          | 19     |                                         |
| 10     | نادي هومنتمن بيروت لكرة القدم | 22  | 5   | 3     | 14  | 20 | 39   | -19          | 18     |                                         |
| 11     | Al-Mahaba Tripoli             | 22  | 5   | 3     | 14  | 27 | 47   | -20          | 18     |                                         |
| 12     | الإجتماعي طرابلس              | 22  | 3   | 2     | 17  | 32 | 59   | -27          | 11     | هبط إلى الدوري اللبناني الدرجة الثالثة  |

## أفضل الهدافين
| الأهداف | لاعب         | النادي                     |
| ------- | ------------ | -------------------------- |
| 14      | بول رستم     | نادي الحكمة بيروت          |
| 9       | محمد ناصر    | النادي الأهلي صيدا الرياضي |
| 8       | خوسيه كارلوس | نادي الحكمة بيروت          |
| 7       | علي حويلة    | النادي الأهلي صيدا الرياضي |
| 6       | غير معروف    | غير معروف                  |
| 5       | غير معروف    | الإجتماعي طرابلس           |
| 5       | غير معروف    | نادي الحكمة بيروت          |
| 5       | غير معروف    | الاهلي النبطية             |
| 5       | جعفر مرسل    | نادي الهومنمن بيروت        |
| 5       | حسين بالوت   | شباب الساحل                |

## الهبوط / الترقية

### الهبوط منالدوري اللبناني الممتازموسم 2005-06
- راسينغ بيروت

### الترقيةإلىالدوري اللبناني الممتازموسم 2005-06
- شباب الساحل
- نادي الحكمة بيروت
- النادي الأهلي صيدا الرياضي

### الهبوط إلىالدرجة الثالثةمن موسم 2005-06
- الإجتماعي طرابلس

## روابط خارجية
- صفحة "الدوري اللبناني الدرجة الثانية 2005–06" على موقع كووورة.
- Rec.Sports.Soccer.Statistics.Foundation Website
- RSSSF summary of 06/07 Season
- Lebanese Football.com
- Goalzz.com Website